# Gustave Van Belle
Gustave Van Belle (Lovendegem, 16 marzo 1912 – Gand, 25 agosto 1954) è stato un ciclista su strada belga.
Corridore attivo durante gli anni trenta, fu il primo vincitore della Gand-Wevelgem. 
Fratello minore di Emile Van Belle (1903-1930), fu professionista dal 1932 al 1938. Trasferitosi a Gand negli anni '40, morì appena quarantaduenne, nel 1954, annegando nel fiume Lys, nel tentativo di salvare suo figlio di sette anni.

## Palmarès
- 1934

Gand-Wevelgem